# La Hối
La Doãn Chánh (1920 – 1945), nghệ danh La Hối, là một nhạc sĩ Việt Nam, chiến sĩ chống phát xít Nhật và tác giả nhạc phẩm nổi tiếng Xuân và tuổi trẻ.

## Tiểu sử
La Hối sinh năm 1920 tại Hội An (Quảng Nam) trong một gia đình gốc Quảng Đông (Trung Quốc) đã định cư nhiều đời tại Việt Nam. Ngay từ nhỏ ông đã thể hiện năng khiếu về âm nhạc. Trong những năm 1936–1938, La Hối học ở Sài Gòn, thời gian này ông có dịp học hỏi, trau dồi âm nhạc cổ điển phương Tây.
Năm 1939, La Hối và các bạn thành lập Hội Hiếu nhạc (Société Philharmonique) do ông làm hội trưởng. Một số nhạc sĩ nổi tiếng bây giờ như Dương Minh Ninh (tác giả ca khúc Gấm vàng), Lê Trọng Nguyễn (tác giả Nắng chiều), Lan Đài (tác giả Chiều tưởng nhớ)... đã từng được ông hướng dẫn âm nhạc.
Năm 1945, La Hối gia nhập và trở thành một trong những người lãnh đạo một tổ chức chống phát xít Nhật. Ông cùng các đồng chí in truyền đơn, nổ bom, phá đường, phá cầu, tập kích quân đội Nhật. Tháng 5 năm 1945, La Hối và 10 đồng chí bị hiến binh Nhật bắt. Sau khi bị tra tấn tàn nhẫn, tất cả bị xử bắn, chôn chung một mộ tại chân núi Phước Tường, Đà Nẵng, nay đã được cải táng về Nghĩa trang chống phát xít Nhật ở Hội An. Khi ấy ông vừa mới 25 tuổi.
Nhạc phẩm Xuân và tuổi trẻ của ông vốn do Diệp Truyền Hoa đặt lời tiếng Hoa. Sau khi ông mất, nhà thơ Thế Lữ đến Quảng Nam, biết được gương hy sinh dũng cảm của ông, đã xúc động mà đặt lời Việt cho ca khúc. Ngoài Xuân và tuổi trẻ, La Hối còn có một ca khúc khác là Xuân sắc quê hương.